# Michael Sten Jensen
Michael Sten Jensen (født 14. august 1990) er en dansk fodboldspiller, der er amatørspiller i Aarhus Fremad. Han spillede som helt ung i Brønderslev Idrætsforening, hvorefter han fortsatte som ungdomsspiller i AaB, dog uden at få nogen kampe for førsteholdet, før han skiftede til Ventura County Fusion i 2011. I vinteren 2012 skiftede han til FC Hjørring.